# Festival de La Luz
El Festival de la Luz es un festival popular que toma lugar en la ciudad de San José, Costa Rica marcando oficialmente el inicio de la Navidad para los josefinos. Incluye desfiles con carrozas, mascaradas, música en vivo y fuegos artificiales. Debido a que toma lugar en diciembre, el Festival de La Luz se asocia con las fiestas de fin de año en la capital costarricense.

## Historia
El Festival de la Luz se origina en 1996, cuando la Municipalidad de San José organizó el primer desfile de carrozas y de las mejores bandas del país, que a lo largo de su recorrido por el Paseo Colón y la Avenida Segunda, le brindan a los costarricenses un gran espectáculo de color y alegría, en el marco navideño en que se celebra esta actividad.
El firme ascenso en la calidad, la belleza y el resplandor nacional del Festival de la Luz, han comprobado que este se ha convertido ya en una actividad inseparable y esencial de las fiestas navideñas.
Lo han confirmado también, los múltiples y elogiosos comentarios con que los ciudadanos y todos los medios de comunicación social y algunos noticieros internacionales como CNN, TELEVISA, UNIVISIÓN entre otros, se han referido a él, convirtiéndolo en el evento popular más importante del año, donde asisten 1 millón de personas, aparte de que su transmisión por todos los canales de televisión, lo han constituido en el programa de mayor audiencia en el mes de diciembre, calculado en otro millón de personas.
Cabe destacar igualmente, el arribo de grandes contingentes de turistas visitan la ciudad en estas fechas atraídos por la magia, la calidad, creatividad y diversidad del Festival.
Todas aquellas empresas, instituciones, agrupaciones comunales o estudiantiles que han participado en el Festival de la Luz, se han llevado el grato recuerdo de haber estado en un escenario con el auditorio más grande de toda la historia costarricense, dentro de un marco de mucho orden, higiene y seguridad.
Le ha dado mayor realce al Festival la instauración de la figura del Mariscal, título que desde 1999, la Municipalidad de San José le ha otorgado, como reconocimiento a una o un costarricense que le ha dado brillo y orgullo al nombre de nuestra Capital y el país, tanto dentro, como fuera de nuestras fronteras.
El segundo sábado de diciembre, a partir de las 6:00 p. m., la luz invade de la ciudad de San José, trasladándose a las azoteas del Banco Nacional, Banco Crédito Agrícola de Cartago, del Banco de Costa Rica y el Parque de La Sabana, para que los fuegos artificiales indiquen que va a dar inicio el Festival de la Luz, partiendo del Gimnasio Nacional para tomar el Paseo Colón y la Avenida Segunda y terminar en la Plaza de la Democracia.

## Descripción
El desfile tiene un recorrido aproximado de 3.2 km0, empezando desde el Gimnasio Nacional y entra al Paseo Colón al oeste de la capital. Después de atravesar el Paseo Colón, vira para seguir a través de la Avenida Segunda hasta llegar a la Plaza de la Democracia.
Desde el año 2005 se agregó al festival un pasacalle que antecede al mismo y normalmente inicia a las 3:00 p. m. donde participan comparsas, coreografías, zanqueros, cimarronas, mascaradas y bandas. Antes del festival los árboles del Paseo Colón y la vía de la Avenida Segunda son iluminados para dar brillantez a la ruta seguida por el desfile.
El Festival de la Luz inicia a las 6:00 p. m. con juegos pirotécnicos desde las azoteas de los edificios más altos del Casco Metropolitano y finaliza a las 12 a. m..

## Mariscales
A partir del año 1999 se designó el título de mariscal a uno o varios costarricenses que se hayan destacado a nivel internacional. El mariscal es el condecorado del desfile.
| Mariscales | Año  |
| --- | ---- |
| Franklin Chang Díaz (científico y astronauta) | 1999 |
| Claudia Poll (nadadora medallista de olimpiadas) | 2000 |
| Selección Mayor de Fútbol | 2001 |
| Maribel Guardia (actriz y cantante radicada en México) | 2002 |
| Jorge Jiménez Deredia (escultor) | 2003 |
| Glenda Umaña (periodista de CNN) | 2004 |
| Edín Solís, Ricardo Ramírez, Carlos Vargas (del grupo musical Editus) | 2005 |
| Humberto Vargas (músico cantautor) | 2006 |
| Atletas de Olimpiadas Especiales en Shanghái, China | 2007 |
| María José Castillo (cantante y 2° lugar en Latin American Idol 2008) | 2008 |
| Selección Sub-20 Nacional (4° lugar Mundial U-20 Egipto 2009) | 2009 |
| Nery Brenes (Ganador de varias medallas de oro en competencias internacionales) | 2010 |
| Rafael Fernández, Isidro Con Wong, Lola Fernández, Rafael “Felo” García (pintores) y José Sancho, Crisanto Badilla y Néstor Zeledón (escultores) (Pintores y Escultores Costarricenses) | 2011 |
| Leonardo Chacón, triatlonista costarricense que participó en las olimpiadas de Londres 2012                                                                                             | 2012 |
| Selección Mayor de Fútbol, por la clasificación a la Copa Mundial de Fútbol, Brasil 2014                                                                                                | 2013 |
| Benemérito Cuerpo de Bomberos de Costa Rica, por su ardua labor al combatir incendios y otros problemas por los cuales pasan los ciudadanos costarricenses                              | 2014 |
| Homenaje a mariscales de años anteriores | 2015 |
| Andrey Amador, destacado ciclista que triunfa a nivel internacional. | 2016 |
| Orquesta Sinfónica Nacional | 2017 |
| Ernesto “Lobito” Fonseca, piloto de motocross y ahora atleta paralímpico. | 2018 |
| Andrea Vargas (Atleta) | 2019 |
| Sandra Cauffman (científico y física costarricense) | 2022 |
| Malpaís | 2023 |
| Instituto Nacional de Seguros, en honor a su centenario. | 2024 |

## Premiación de carrozas
Cada año, las carrozas son premiadas en diversas categorías:
- Carroza que más brilla
- Mayor originalidad
- Mayor elegancia
- Mejores elementos móviles
- Mejores efectos de luz

### 1996
En esa ocasión participaron 16 carrozas.
- La carroza que más brilló: Corporación de Supermercados Rayo Azul
- Mejor carroza no comercial: Parque Nacional de Diversiones
- Mejor carroza costumbres costarricenses: DEMASA

### 1997
Participaron 12 carrozas.
- La carroza que más brilló: DEMASA
- Carroza con mejores movimientos: Parque Nacional de Diversiones
- Carroza con mejores efectos de luz: Coca Cola
- Carroza con mejor efecto infantil: Librería Universal

### 1998
Participaron 10 carrozas.
- La carroza que más brilló: Parque Nacional de Diversiones
- Carroza más elegante: Grupo DEMASA
- Carroza con mejor efecto infantil: Librería Universal
- Carroza con mejor efecto de luz: Coca Cola

### 1999
Participaron 15 carrozas.
- La carroza que más brilló: Librería Universal
- Carroza con mejor tema: Librería Universal
- Carroza más colorida: Grupo DEMASA

En el año 1999 el Teatro Nacional de Costa Rica resultó ganador de 4 categorías: La más elegante, la más original, la más creativa y la que más brilló. 
fuente: arquitecto William Monge, Teatro Nacional

### 2000
Participaron 11 carrozas.
- Carroza que más brilló: Librería Universal
- Carroza más elegante: Banco de Costa Rica
- Carroza con mejor movimiento: DEMASA

### 2001
Participaron 13 carrozas.
- Carroza que más brilló: Refrescos Tropical
- Carroza segundo lugar: Banco de Costa Rica
- Carroza tercer lugar: Megasuper
- Carroza con mejor efecto infantil: Librería Universal

### 2002
Participaron 9 carrozas.
- Carroza que más brilló: Librería Universal
- Carroza más original: Librería Universal
- Carroza más elegante: Librería Universal
- Carroza con mejor efecto infantil: Librería Universal
- Carroza - mejor efecto de movimiento: Librería Universal

### 2003
Participaron 10 carrozas.
- Carroza que más brilló: Parque Nacional de Diversiones

### 2004
Participaron 10 carrozas.
- Carroza que más brilló: Banco Interfin
- Carroza más elegante: Más x Menos
- Carroza con mejor efecto infantil: Banco Interfin
- Carroza más original: Banco Interfín

### 2005
Participaron 10 carrozas
- Carroza que más brilló: Banco Banex
- Carroza más original: Instituto Costarricense de Turismo
- Carroza con mejor efecto infantil: Banco Banex
- Carroza tercer lugar: Corporación de Supermercados Unidos

### 2006
Participaron 11 carrozas.
- Carroza que más brilló: Cámara de Comercio y Turismo de Sarchí
- Carroza más original: Cámara de comercio y Turismo de Sarchí
- Carroza segundo lugar: Cadbury Adams
- Tercer lugar: Instituto Costarricense de Turismo

### 2007
Participaron 15 carrozas.
- Carroza que más brilló: Colonia China de Costa Rica
- Carroza más original: Colonia China de Costa Rica
- Carroza con mejor efecto infantil: Scotiabank
- Carroza segundo lugar: Instituto Costarricense de Turismo.

### 2008
Participaron 8 carrozas.
- Carroza que más brilló: Instituto Costarricense de Turismo
- Carroza segundo lugar: Wal-Mart Centroamérica
- Carroza tercer lugar: El Gallito Industrial
- Carroza con mejor efecto infantil: El Gallito Industrial
- Carroza más original: El Gallito Industrial

### 2009
Participaron 8 carrozas.
- Carroza que más brilló: Instituto Costarricense de Electricidad
- Segundo lugar: Instituto Costarricense de Turismo
- Carroza con mejor efecto infantil: Instituto Costarricense de Electricidad
- Carroza más original: Instituto Costarricense de Electricidad.

### 2010
Participaron 12 carrozas.
- Carroza que más brilló: Coca Cola
- Carroza con mejor efecto infantil: Coca Cola
- Carroza con mejores efectos de luz: Coca Cola

### 2011
Participaron 14 carrozas.
- Carroza que más brilló: Kölbi
- Carroza con mejor efecto infantil: Banco de Costa Rica
- Carroza más original: Claro Costa Rica

### 2012
Participaron 11 carrozas
- Carroza que más brilló: Samsung
- Segundo Lugar: Coca Cola
- Tercer Lugar: Movistar
- Carroza con mejor efecto infantil: Leche Mú
- Carroza más original: Coca Cola

### 2013
Participaron 8 carrozas
- Carroza que más brilló: Samsung
- Segundo Lugar: Banco de Costa Rica
- Tercer Lugar: Hospital Nacional de Niños - Banco Nacional
- Carroza con mejor efecto infantil: Empate en el primer lugar Banco de Costa Rica y Hospital Nacional de Niños - Banco Nacional
- Carroza más original: Empate en el primer lugar Claro e Instituto Costarricense de Turismo

### 2014
Participaron 9 carrozas
- Carroza que más brilló: Banco de Costa Rica
- Segundo Lugar: Samsung
- Tercer Lugar: Coca Cola
- Carroza con mejor efecto infantil: Coca Cola
- Carroza más original: Banco de Costa Rica

### 2015
Participaron 6 carrozas
- Carroza que más brilló: Instituto Costarricense de Turismo (ICT)
- Segundo Lugar: Instituto Nacional de Seguros (INS)
- Tercer Lugar: Movistar
- Carroza con mejor efecto infantil: Instituto Costarricense de Turismo (ICT)
- Carroza más original: Instituto Costarricense de Turismo (ICT)

### 2016
Participaron 14 carrozas
- La carroza que más brilló: Grupo INS (Instituto Nacional de Seguros)
- Segundo lugar: Claro Costa Rica
- Tercer lugar: Banco Popular y de desarrollo Comunal
- La carroza con mejor efecto infantil: Florida Bebidas, Grupo INS, Huawei y Kölbi (empate)

### 2017
Participaron 12 carrozas
- La Carroza que más brilló: Demasa
- Segundo Lugar: Kölbi
- Tercer lugar: Grupo INS
- Carroza más original: Banco Nacional
- Carroza con mejor efecto infantil: Demasa y Kölbi

### 2018
Participaron 10 carrozas
- Carroza que más brilló: Museo de los Niños
- Segundo lugar: Instituto Costarricense de Turismo
- Tercer lugar: Grupo INS
- Carroza con mejor efecto infantil: Museo de los Niños
- Carroza más original: Museo de los Niños y Grupo INS (Empate)

### 2019
Participaron 10 carrozas
- Carroza que más brilló: Grupo INS
- Segundo lugar: Demasa
- Tercer lugar: Banco de Costa Rica
- Carroza con mejor efecto infantil: Grupo INS
- Carroza más original: Grupo INS

### 2022
Participaron 8 carrozas
- Carroza que más brilló: Banco de Costa Rica
- Segundo lugar: Coopenae
- Tercer lugar: Kölbi
- Carroza con mejor efecto infantil: Banco de Costa Rica
- Carroza más original: Banco de Costa Rica

### 2023
Participaron 9 carrozas
- Carroza que más brilló: Banco de Costa Rica
- Segundo lugar: Banco Popular
- Tercer lugar: Kölbi
- Carroza con mejor efecto infantil: Banco Popular
- Carroza más original: Banco de Costa Rica

## Carrozas de la Municipalidad de San José
1996
Año en que se inaugura el Festival de la Luz. Además de las carrozas y bandas, iluminaron San José duendecillos, osos gigantes y reinas de belleza.  La carroza municipal lució un hermoso Templo de la Música iluminado con cientos de bombillas y rodeado de hermosas finalistas del reinado de las Fiestas de San José.
1997
La luz y la alegría se hizo presente con el Niño Dios, María, José, San Nicolás, los renos, los duendes y los ángeles que desfilaron junto a las 12 carrozas y nueve bandas. La carroza de la Municipalidad de San José invitó a jugar con los juegos tradicionales tales como la casita de las muñecas, trompos, yaxes, bolas y payaso gigantes.
1998
San José fue tomada por 10 carrozas y 17 bandas, junto a personajes que dejaron impresa la luz en los ojos de los miles de asistentes.  La carroza municipal se inspiró en el cuento La Sirenita y sus personajes como el dios Neptuno, la perversa Úrsula y la misma Sirenita en sus dos momentos: cuando era un ser de mar y cuando se convirtió en princesa.
1999
Un millón de personas festejaron el ya tradicional Festival de la Luz. La carroza municipal rescató la identidad cultural costarricense, desfiló un niño indígena y una niña afro caribeña; a la vez mostró su interés por la ciencia al representar un inmenso astronauta. En esta edición se inicia la tradición de presentar un mariscal del festival, al astronauta Franklin Chan Díaz.
2000
En la quinta edición brillaron 15 carrozas y 18 bandas. La Municipalidad de San José recreó en su carroza el cuento La Cenicienta con la que dejó boquiabierto al público. Los mariscales fueron la nadadora Claudia Poll (medalla de oro en los Juegos Olímpicos de Atlanta 1996)
y su entrenador Francisco Rivas.
2001
Desfilaron 12 carrozas, 17 bandas y 4 grupos de porristas. La carroza de la Municipalidad de San José desfiló con un impresionante circo en el que había acróbatas, payasos, cebras, elefantes, focas y leones…todo un circo. Los mariscales fueron los integrantes de la Selección Nacional de Fútbol que nos representó en el Mundial Corea–Japón 2002.
2002
Los temas infantiles y las tradiciones fue la temática en esta edición. Participaron 9 carrozas,10 bandas y 5 porristas. La carroza municipal lució el cuento La Bella y la bestia. Los disfraces impecables, la música y la interacción con la gente la convirtieron en una de las favoritas.La mariscal fue la actriz radicada en México Maribel Guardia.
2003
Niños, jóvenes y adultos se iluminaron al paso de 10 carrozas, 10 bandas y 6 grupos de porristas. La carroza de la Municipalidad de San José participó con el tema Las Mil y Una Estrella, con hermosos palacios, genios, lámparas y alfombras mágicas. Correspondió al escultor Jorge Jiménez Deheredia ser el mariscal en esta edición.
2004
La novena edición del festival quedó grabada en las pupilas de la gran cantidad de personas que asistieron, en especial el público infantil. La Municipalidad de San José representó el fantástico mundo del Rey León, basado en el filme homónimo. El público aplaudió mucho a la periodista de la cadena CNN, Glenda Umaña como la mariscal.
2005
10 carrozas, 9 bandas y 3 grupos de porristas, llenanaron de júbilo a los que asistieron o siguieron por televisión la décima edición del festival. Nuestra identidad nacional fue el tema de la carroza municipal, la rueda de la carreta típica, la Guaria Morada y hermosas damas vestidas con trajes típicos. Los Mariscales fueron los integrantes del grupo musical Éditus.
2006
En su undécima edición, una vez más el público se maravilló con las carrozas y bandas. La Municipalidad de San José recreó el tema mitológico de Hércules. Fue grandioso ver la belleza de las figuras de Pegaso, los minotauros, faunos y doncellas. El mariscal fue Humberto Vargas, ganador de una gaviota de plata en el Festival de Viña del Mar, Chile.
2007
Una vez más San José se vistió de luz. 15 carrozas,14 bandas, porristas y pasacalles deleitaron a más de un millón de personas. En esta edición la carroza municipal nos trajo un mundo encantado de la época barroca en una oda a la alegría. Los mariscales fueron la delegación de los atletas que nos representó en las Olimpiadas Especiales en China.
2008
En la décima tercera edición, el Festival de la Luz volvió a maravillar a los ticos en su recorrido de 3,2 km . La carroza municipal deleitó con un mundo medieval, lleno de magos, castillos, doncellas cautivas, dragones, unicornios, faunos, ave fénix y encantamientos. La mariscal fue la cantante que obtuvo el segundo lugar del reality Latin American Idol 2008, María José Castillo.
2009
El Gato, el Sombrerero, la Reina de Corazones. En esta ocasión la carroza municipal recreó uno de los cuentos universales, Alicia en el País de las Maravillas. Los mariscales fueron los integrantes de la Selección Nacional de Fútbol Sub-20, ganadora del cuarto lugar en el Campeonato Mundial de Fútbol Sub-20 realizado en Egipto.
2010
La fantasía siempre ha sido el material con que se han construido las carrozas que la Municipalidad de San José presenta en el Festival de la Luz. Este año no será la excepción: el municipio se propuso rescatar en su propuesta los juguetes y juegos con que se divertían los niños de la Costa Rica de antaño.
Gigantescas muñecas de trapo – figuras de estereofón de más de dos metros de alto–, grandes trompos, cromos, una bailarina, querubines, un tocador de belleza, papalotes y un peluche protagonizan la carroza llamada Juegos de antaño.
2011
Aun no han dado a conocer sobre en si el tema y como estará representada, pero lo único que anunciaron fue que iba a estar inspirada en la Cultura China , debido al apoyo brinadado por esta nación soberana del Sudeste Asiático La carroza municipal fue inspirada en el cuento "Mulan" pero en una versión más antigua y llevó en su carroza Avez Fenix, dragones escupiendo fuego, caballeros chinos, y casas tradicionales de esa nación asiática.
2012
Juegos Centroamericanos, San José 2012.
2013
Este año estuvo basada en la cultura brasileña y afroamericana. Con el tema del Carnaval.
2014
La fantasía lleno de colores esta carroza, ya que se inspiró en el cuento "Peter Pan" , un barco con el Capitán Garfio, el país de nunca jamás, el reloj Big Ben y por supuesto Peter Pan, nos transportaron en una mágica carroza que engalano las calles josefinas.
2015
Vasijas de barro, figuras de oro precolombino e indígenas fueron lo que llenaron de magia la Carroza de la Municipalidad de San José como tributo a la Riqueza de Cultura Precolombina que posee Costa Rica.
2016
En el 2016 la Municipalidad de San José retoma la temática en series infantiles, por lo que los dinosaurios, mamuts, casino y mucha magia le darán vida a "Los Picapiedra en San José Rock". La Municipalidad lució una espectacular carroza inspirada en esta reconocida serie infantil que aún hoy en día entretiene a grandes y chicos.
2017
Inspirada en la magia y el esplendor de un carnaval veneciano, la carroza municipal "Dulce Mascarada", de más de 30 metros e iluminada con 3.800 metros de mangueras de luces led encabezó la 22 edición del Festival de la Luz.
2019
La carroza de la municipalidad de San José lució un gran diseño de la película de Pixar ganadora al Oscar: Coco, desfilaron personas con un traje de mariachi y Catrinas que son los personajes que aparecen en la película.
2022
La carroza de la Municipalidad de San José estuvo inmersa en un mundo dulce inspirado en "El Cascanueces", estuvo encabezada por un pastel con motivo de la edición número 25 del festival y contaba con los personajes de esta mítica obra.
2023
Inspirada en la película de Río, la carroza se llenó de elementos alusivos a los carnavales de Río de Janeiro y en las aves protagonistas de la cinta.

## Premiación de Bandas de Marcha (Marching Band)
Nota Importante: La Banda Municipal de San José existe desde el 2006 y desde el mismo participa pero no concursa por ningún premio.
Las bandas eran premiadas en las siguientes categorías:
- banda que más brilla (en ejecución, repertorio y coreografía)
- Mejor banda estudiantil de primaria
- mejor banda estudiantil de secundaria
- mejor banda comunal

El premio para la banda que obtiene el primer lugar es una estrella de bronce.

### 1996
Participaron 12 bandas.
- Mejor Banda profesional: Banda Nacional de Cartago
- Mejor Banda Estudiantil: Banda del Instituto de Guanacaste

### 1997
Participaron 9 bandas.
- Mejor banda estudiantil-primaria: Banda Escuela Primo Vargas, Orotina
- Mejor banda estudiantil-secundaria: Banda del Liceo de Heredia
- Mejor banda comunal: Banda Comunal de Heredia

### 1998
Participaron 17 bandas.
- Banda que más brilló: Banda Comunal de Heredia
- Mejor banda comunal: Banda del Liceo de San Carlos
- Mejor banda estudiantil-secundaria: Liceo de San Carlos
- Mejor banda estudiantil-primaria. Banda de la Escuela Primo Vargas, Orotina

### 1999
Participaron 12 bandas.
- Banda que más brilló: Banda Nacional Cartago
- Mejor banda estudiantil-primaria: Banda Escuela Primo Vargas
- Mejor banda estudiantil-secundaria: Banda del Liceo de Heredia

### 2000
Participaron 13 bandas.
- Banda que más brilló: Banda Comunal de Orotina

### 2001
Participaron 12 bandas.
- Banda que más brilló: Banda Comunal de Orotina
- Mejor banda estudiantil-secundaria: Banda del Liceo de Costa Rica
- Mejor banda estudiantil- primaria: Banda Escuela de Riojalandia
- Mejor banda comunal: Banda Comunal de Puntarenas

### 2002
Participaron 10 bandas.
- Banda que más brilló: Banda Comunal de La Unión
- Mejor banda estudiantil- primaria Banda de la Escuela de Riojalandia
- Mejor banda estudiantil-secundaria Colegio Saint Michel
- Mejor banda comunal Banda Comunal de La Unión

### 2003
Participaron 10 bandas.
En esta ocasión no registra información sobre bandas ganadora, porque este año los directores de bandas, propusieron a la organización del festival no calificarlas en el desfile por el mero hecho de ser ganadoras con sólo haber sido escogidas. En esta edición las bandas participantes fueron:
- Mar Vista High School
- San Diego California
- Banda Comunal de la Unión
- Colegio Saint Michael
- Banda Comunal de Orotina
- Instituto de Guanacaste
- Banda Juvenil de Palmares
- Banda María Inmaculada de San Carlos y Moravia
- Banda del Ejército de Salación de California
- Banda Comunal de Limón
- Instituto de Alajuela.

### 2004
Participaron 9 bandas.
- Banda que más brilló: Banda de marcha de La Unión
- Mejor banda estudiantil-secundaria: Banda del Instituto de Guanacaste
- Mejor banda comunal: Banda Comunal de La Unión

### 2005
Participaron 7 bandas.
- Banda que más brilló: Banda de Marcha de La Unión
- Mejor banda estudiantil-secundaria: Colegio Profesional Francisco J. Orlich, Sarchí
- Mejor banda comunal: Banda Comunal de Orotina

### 2006
Participaron 11 bandas.
- Banda que más brilló: Banda Comunal de Orotina
- Mejor banda estudiantil-secundaria Colegio Tec. Profesional Francisco J. Orlich
- Mejor banda comunal: Banda Comunal de Orotina

### 2007
Participaron 13 bandas.
- Banda que más brilló Banda Comunal de Orotina
- Mejor banda estudiantil-secundaria: Banda Cedes Don Bosco
- Mejor banda comunal Banda Comunal de Orotina

### 2008
Participaron 9 bandas.
- Banda que más brilló: Banda Juvenil de Orotina
- Mejor banda  estudiantil- secundaria: Banda del Colegio Francisco J. Orlich, Sarchí
- Mejor banda comunal: Banda Juvenil de Orotina
- Banda segundo lugar: Banda Municipal de Acosta

### 2009
Participaron 8 bandas.
- Banda que más brilló: Banda Juvenil de Palmares
- Mejor banda estudiantil-secundaria: Banda del Colegio Francisco J. Orlich, Sarchí
- Mejor banda comunal: Banda Juvenil de Palmares
- Banda segundo lugar: Banda Municipal de Acosta

### 2010
Participaron 12 bandas.
- Banda que más brillo: Banda Juvenil de Orotina
- Mejor banda comunal: Banda Juvenil de Orotina
- Mejor banda estudiantil-secundaria: Banda Colegio Técnico Francisco J. Orlich, Sarchí

### 2011
Participaron 13 bandas.
- Banda que más brillo: Banda Colegio Nuestra Señora de los Desamparados
- Mejor banda comunal: Banda Comunal de Orotina
- Mejor banda estudiantil-secundaria: Banda Colegio Nuestra Señora de los Desamparados
- Banda segundo lugar: Banda Municipal de Acosta

Las bandas empezaron a ser premiadas en diferentes  categorías:
- Banda que más brilla (en ejecución, repertorio y coreografía)
- Segundo Lugar
- Tercer Lugar

### 2012
Participaron 14 bandas
- Banda que más brilló: Banda Comunal de Orotina
- Segundo Lugar: Banda Municipal de Acosta
- Tercer Lugar: Banda Juvenil Francisco J. Orlich, Sarchí

### 2013
Participaron 12 bandas
- Banda que más brilló: Banda Comunal de Orotina
- Segundo Lugar: Banda Colegio Nuestra Señora de los Desamparados
- Tercer Lugar: Banda Municipal de Acosta

### 2014
Participaron 12 bandas.
- Banda que más brilló: Banda Comunal de Orotina
- Segundo Lugar: Banda Juvenil Francisco J. Orlich, Sarchí
- Tercer Lugar: Banda Municipal de Zarcero

### 2015
Participaron 13 bandas.
- Banda que más brilló: Banda Municipal de Acosta
- Segundo Lugar: Banda Comunal de Orotina
- Tercer Lugar: Banda Juvenil Francisco J. Orlich, Sarchí.

### 2016
Participaron 15 bandas
- La Banda que más brilló: Banda Municipal de Acosta
- Segundo Lugar: Banda Comunal de Orotina
- Tercer lugar: Banda Municipal Café Tarrazú

### 2017
Participaron 14 bandas
- La Banda que más brilló: Banda Comunal de Orotina
- Segundo lugar: Banda Café Tarrazú
- Tercer Lugar: Banda Municipal de Acosta

### 2018
Participaron 10 bandas.
- Banda que más brilló: Banda Municipal Café Tarrazú
- Segundo Lugar: Banda Municipal de Acosta
- Tercer Lugar: Banda Comunal de Orotina

### 2019
Participaron 13 bandas
- Banda que más brilló: Banda Municipal de Acosta
- Segundo Lugar: Banda Municipal de Zarcero
- Tercer Lugar: Banda Comunal de Orotina

### 2022
Participaron 14 bandas
- Banda que más brilló: Banda Municipal de Zarcero
- Segundo Lugar: Banda Municipal Café Tarrazú
- Tercer Lugar: Banda Municipal de Acosta

### 2023
Participaron 15 bandas
- Banda que más brilló: Banda Municipal Café Tarrazú
- Segundo Lugar: Banda Cedes Don Bosco
- Tercer Lugar: Banda Municipal de Acosta

## Pasacalles
Debido a la gran participación de costarricenses en el Festival de la Luz, las familias cada año llegan más temprano a ubicarse en el recorrido del Festival para presenciar con mayor comodidad el espectáculo, generando esto, lapsos de hasta 12 horas de inactividad.
Es por ello que la Municipalidad de San José decide en el año 2005 y dentro del marco de la celebración del X aniversario del Festival de la Luz, presentar un espectáculo artístico al cual se le denominó “El Pasacalle del Festival”.
Este es un espectáculo artístico que recoge rasgos característicos de nuestra identidad cultural y que refleja desde lo conceptual, la alegría, el  color, la música y la magia de la época navideña, para el disfrute de las familias que esperan la llegada de las carrozas y bandas que participan en el Festival.
El Departamento de Servicios Culturales de la Municipalidad de San José, está a cargo de este evento, el cual da inicia a las 15:00 y su recorrido es el mismo del Festival de la Luz, disminuyendo, a lo largo de los años, el cansancio de la espera y preparar el buen ánimo de los espectadores para recibir a las 18:00 el plato fuerte: el Festival de la Luz.
Estas han sido las versiones del Pasacalle del Festival:
2005
Como parte de la celebración del X Aniversario del Festival de la Luz, el espectáculo se enfocó en mostrar la diversidad cultural que conforma la realidad costarricense, en aquel momento se invitó a los centros culturales y asociaciones de países que han aportado a la construcción de una cultura llena de diversidad. Contamos con la participación de China, Brasil y Nicaragua entre otros.
2006
Dentro de la declaratoria San José Capital Iberoamericana de la Cultura, se desarrolló una propuesta que involucró a más de 25 agrupaciones folclóricas nacionales e internacionales. Destacamos las delegaciones internacionales: Nicaragua trajo su folclor criollo con el Güegüense desde Managua, Honduras nos acompañó con su baile tradicional lleno de color y alegría, Venezuela con una propuesta costera, y China nos remontó a dinastías pasadas recordando toda su cultura.
2007
“Carnaval, Navidad y tradiciones”: En su tercera edición el Pasacalles del Festival de la Luz propuso crear una especie de carnaval; la idea surge a partir de la suspensión de los carnavales en San José. Contamos con 17 grupos artísticos, en una selección de las mejores comparsas del país, cimarronas, coreografías, bandas y circo, todo en una propuesta artística 100% nacional.
2008
Este año, el Pasacalle del Festival de la Luz cambió su formato para presentar al público por primera vez un espectáculo callejero temático unificado. Bajo la dirección artística del Proyecto Kocinarte,  se conceptualizó este súper organismo llamado “Ser… humano”.
2009
Continuando la línea de trabajo del 2008 y bajo la misma dirección artística, se propone el espectáculo de pasacalles denominado “Danza con los Jaguares”, cuyo objetivo es dar a conocer las cosmogonías, -- o visiones de mundo --, de las comunidades indígenas costarricenses y latinoamericanas.
Se representaron los principales rituales y danzas indígenas de los pueblos latinoamericanos, con un elenco de 250 artistas.  Además, el entretenimiento incluyó la presentación de los mejores cirqueros del país, en una fiesta de alegría y de unión familiar, coherente con los valores consustanciales a la época navideña y de fin y principio de año. Participaron también cuatro comunidades indígenas de diferentes regiones de la geografía costarricense, como los ngobe, los bri-bri, los boruca y los Cabécar, que mostraron algunas de sus ancestrales formas de arte y sus milenarias tradiciones.
2010
“Los Sueños están de Carnaval” , este año en la celebración del 15 aniversario la estructura del
pasacalles será de un carnaval como los Carnavales de Río de Janeiro pero adaptado a lo que es Costa Rica
2011
Para la edición 2011 del Pasacalles del Festival de la Luz el tema electo para hacer disfrutar una antesala es “Pasito Navideño Tradición Costarricense”, los pasitos son las tradicionales representaciones del pesebre del niño Jesús en cada uno de los hogares costarricenses.

## Fotografías del Festival de la Luz
- Fotos de la Municipalidad de San José
- Imágenes del Festival de la Luz 2010-Costa Rica
- Festival de la Luz 2006
- Festival de la Luz 2007
- http://www.facebook.com/pages/Banda-Municipal-de-San-Jos%C3%A9-CR/103982306302330?fref=ts

- Datos: Q5861224